# Vito d'Asio
Vito d'Asio là một đô thị ở tỉnh Pordenone trong vùng Friuli-Venezia Giulia, có cự ly khoảng 90 km về phía tây bắc của Trieste và khoảng 35 km về phía đông bắc của Pordenone. Tại thời điểm ngày 31 tháng 12 năm 2004, đô thị này có dân số 922 người và diện tích là 53,7 km².
Vito d'Asio giáp các đô thị: Castelnovo del Friuli, Cavazzo Carnico, Clauzetto, Forgaria nel Friuli, Pinzano al Tagliamento, Preone, Tramonti di Sotto, Trasaghis, Verzegnis.